# Affaire Jean-Lucien Maurel
L'affaire Jean-Lucien Maurel est une affaire judiciaire mettant en cause le prêtre Jean-Lucien Maurel (1929-2022) directeur du collège privé catholique Saint-Pierre de Mur-de-Barrez dans le département de l'Aveyron. Il est condamné en 2000 à dix ans de prison pour viols et agressions sexuelles sur trois mineurs de 10 à 13 ans. Libéré en 2005, il se retire à Rodez où il peut continuer à célébrer des messes n'ayant pas été renvoyé de l'état clérical par l'Église catholique.

## Historique

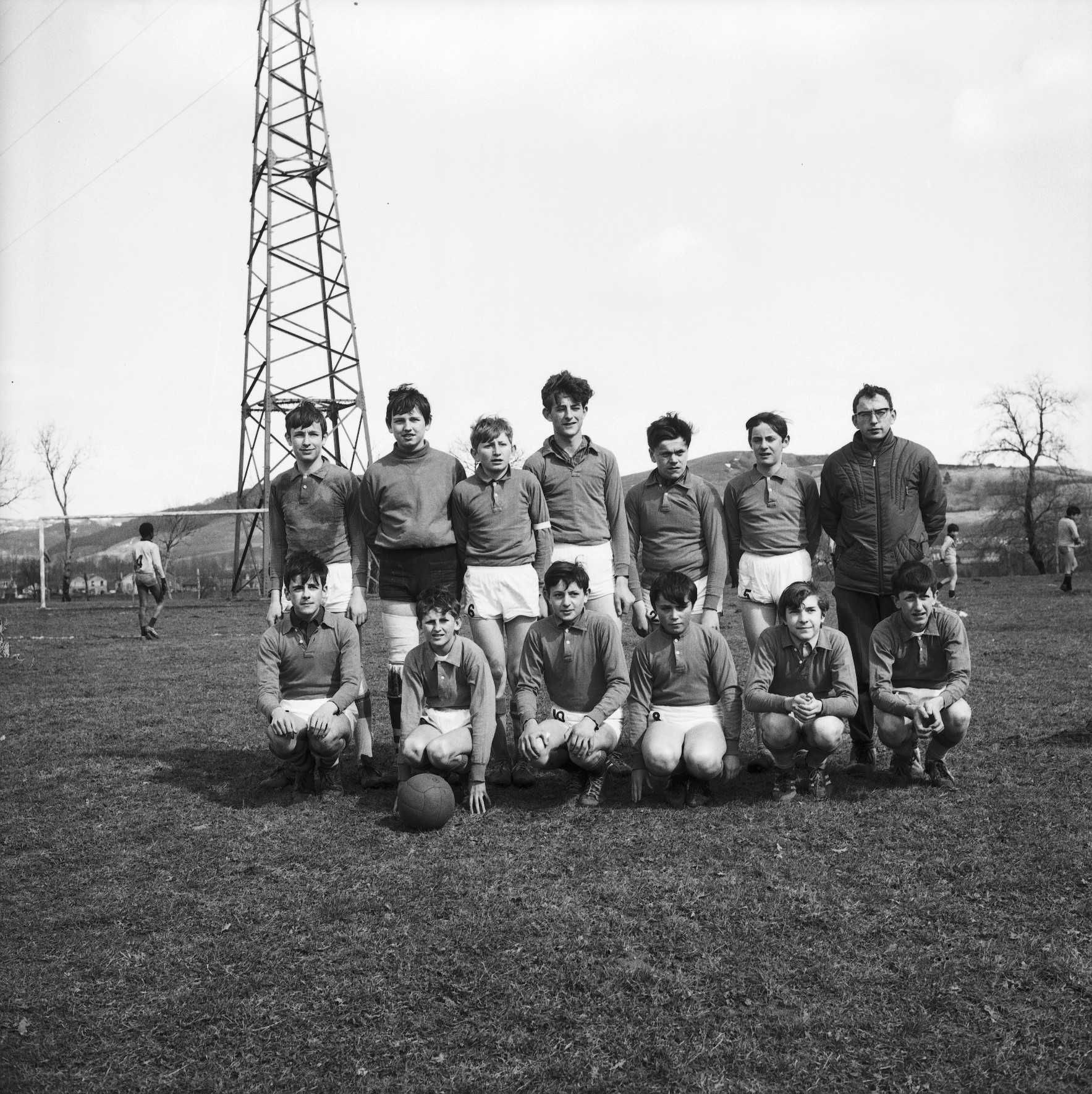
Jean-Lucien Maurel posant avec les minimes du collège, en 1970.

Jean-Lucien Maurel arrive  au collège privé catholique Saint-Pierre en 1953. Il en devient le directeur jusqu'à son arrestation en 1997.
En juin 1996, une lettre anonyme aux habitants de la commune de Mur-de-Barrez, dénonce des agressions sexuelles du prêtre Jean-Lucien Maurel : « Vos enfants sont peut-être victimes de ce même chantage qui a détruit ma vie. J'ai donc choisi de ne plus me taire et en ai informé la police et l'évêque. Osons en parler pour délivrer nos enfants qui souffrent en silence ».
En mars 1997, un garçon de quinze ans accuse le prêtre de l'avoir violé lors d’un voyage de fin d’année aux États-Unis,. Jean-Lucien Maurel est alors placé en garde à vue et reste en détention 1 mois. L'affaire fait grand bruit dans le village où deux clans s'opposent. Un comité soutient le prêtre, Roland Agret, victime d’une erreur judiciaire dans les années 1970, y participe,.
L'enquête qui suit la lettre anonyme mentionne sept enfants victimes d' « attouchements » ou de « viols » perpétrés par le prêtre Jean-Lucien Maurel pendant les quarante années de sa carrière.
Lors du procès Gilbert Collard et Gilles-Jean Portejoie sont les avocats du prêtre et Jean Chevais intervient pour l'association L’Enfant bleu. Les audiences se tiennent souvent à huis clos. Jean-Lucien Maurel est reconnu coupable de deux viols sur deux enfants et d' « agressions sexuelles exemptes de pénétration » sur un troisième. Il est acquitté d'une troisième accusation de viol, seule l'« agression sexuelle » est retenue. À l'issue du procès, il est condamné à dix ans de réclusion criminelle. 
Le 31 janvier 2001, le pourvoi de Jean-Lucien Maurel est rejeté par la Cour de cassation.
Jean-Lucien Maurel est libéré le 5 octobre 2005. Cette libération anticipée provoque les critiques des victimes. Il vit alors à Rodez où il peut célébrer des messes n'ayant pas été renvoyé de l'état clérical. Son supérieur, Bellino Ghirard évêque du diocèse de Rodez et Vabres s'en explique en ces termes : « Le jugement des hommes est passé et je m’en remets au jugement de Dieu... ». Son successeur en 2011, l'évêque François Fonlupt abonde dans ce sens : « Comme évêque, je suis responsable de la personne jusqu’à sa mort. Je ne suis pas certain que pour accompagner ces personnes-là, le meilleur moyen est de les mettre en dehors de l’Église ».